# 陈景磐
陈景磐（1904年2月23日—1989年11月），字瞻岩，男，祖籍福建古田，生于福建厦门，中国教育家、教育史学家。

## 生平
陈景磐祖籍福建省古田县，1904年2月23日出生在福州一个神职人员的家庭，就读于英国圣公会在福州市仓山区设立的三一中学，是香港地方教会的长老魏光禧的同學。1927年获上海圣约翰大学学士学位，1929年又获该校哲学硕士学位。毕业后回到福州三一中学，教英文、哲学并兼任初中部教务长。1931年赴北平进入燕京大学，1934年获教育硕士学位。随后前往河南开封，在加拿大圣公会开办的豫中中学（St. Andrew’s School）担任校长。
1936年进入加拿大多伦多大学，1940年获哲学博士，归国后受聘于福建协和大学（当时在福建北部的邵武），任教育系教授兼附中校长。1942年前往福建西部长汀，任教于国立厦门大学。1945年抗战结束，陈景磐随厦大迁回厦门。
1950年，他前往北京，受聘于燕京大学，任教育系教授。1952年全国大学院系调整，陈景磐被分配到北京师范大学任教。1961年开始指导教育史硕士研究生，1980年代后开始擔任教育史博士生导师，指導的博士生有史静寰、吕达等。1989年去世。

## 著作
- 《先师孔子》（Confuciusas a Teacher），1940年
- 《孔子的教育思想》，湖北人民出版社，1957年
- 《太平天国的教育》，1958年
- 《中国近代教育史讲义》，1961年
- 《中国近代教育史》（高等学校文科教材），人民教育出版社，1979年
- 《杜威赫尔巴特教育思想研究》，山东教育出版社，1985年
- 《中国近现代教育家传》，1986年
- 《西方学者孟录、顾立雅等论孔子的教育思想》，《近四十年来孔子研究论文选编》，齐鲁书社，1987年
- 《清代后期教育论著选》，人民教育出版社，1997年
- 《陈景磐教育论文选》，北京师范大学出版社，2004